# Ancistrus centrolepis
Espèce
Ancistrus centrolepis est une espèce de poissons de la famille des Loricariidae.

## Distribution
Cette espèce est endémique de Colombie, elle se rencontre dans les bassins des río Atrato, Baudó et San Juan.

## Description
Les spécimens peuvent atteindre une taille de dix-huit centimètres. 